# 프랑수아 가스통 드 레비
프랑수아 가스통 드 레비, 레비 공작(프랑스어: François Gaston de Lévis, 1719년 8월 20일 - 1787년 11월 20일)은 프랑스 귀족이며, 육군 원수였다. 그는 폴란드 왕위 계승 전쟁과 오스트리아 왕위 계승 전쟁에서 두드러진 활약을 했다. 7년 전쟁 기간 동안 그는 누벨프랑스를 방어하기 위해 루이 조제프 드 몽칼름과 함께 부사령관으로 파견되었지만, 1760년 누벨프랑스를 항복하면서 그는 유럽에서 복무했다. 전쟁 후, 그는 아르투아의 총독으로 임명되었으며, 1783년에 프랑스 육군의 원수가 되었다.

## 북미
1756에, 드 보드레이유 후작은 프랑스의 루이 15세가 북미에 있는 프랑스군을 인계받기 위해, 자신을 부사령관으로 삼아 루이 조제프 드 몽칼름 후작을 파견할 것이라는 통지를 받았다. 보드레이유는 대부분의 지방 프랑스 장군들의 전술을 싫어하기 때문에 다른 장군을 보낼 필요가 없다고 썼다. 보드레이유의 항위에도 불구하고 몽칼름이 도착하게 되자, 두 사람은 서로 불화를 하게 된다. 레비는 두 사람과 좋은 관계를 유지했고, 두 사람 사이의 반목에 끌려들어가는 것을 가까스로 피해가고 있었다.
레비는 1757년에 윌리엄 헨리 요새로 가는 프랑스 원정대 선봉을 이끌고 몽칼름이 도착할 때까지 포위를 했다.
프렌치 인디언 전쟁에서 프랑스가 1758년 작전을 짜는 동안에도 보드레이유와 몽칼름 간의 불화는 계속되었다. 보드레이유는 승리했고, 몽칼름은 카리용 요새에 파견되어 예상되는 영국의 공격으로부터 방어했다. 레비는 처음에는 서부 요새로 가는 탐사대를 이끌기로 예정되어 있었다. 500명의 프랑스 민병대와 대규모의 노련한 프랑스계 캐나다 민병대를 이끌고 가는 계획이었다. 그러나 보드레이유는 재고를 했고, 레비와 그의 민병대를 파견하여 카리용 요새의 몽칼름을 지원하게 했다. 레비는 7월 7일 저녁 영국군이 요새에 도착하기 전에 카리용에 도착했다. 다음날, 수성을 하는 이들에게는 다행스럽게도 제임스 애버크롬비 장군의 지휘 하에 있는 16,000명의 강력한 영국군이 약 4000명의 병력이 주둔해 있는 프랑스 방어 초소를 포병대의 지원도 없이 정면 공격하기로 결정했다. 카리용 전투에서, 영국군은 프랑스 우측 측면을 수비하던 레비에게 치명적인 패배를 당했다.

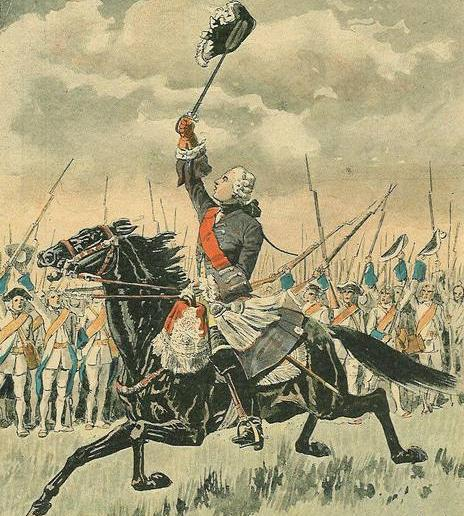
생트 푸아 전투에서 프랑스 육군의 사기를 북돋는 레비 장군

제임스 머리가 이끄는 군대가 퀘벡 공성전을 시작하기 위해 도착했을 때, 레비는 보포르 전투를 포함한 초기 방어전에 참전하고 있었다. 그는 몬트리올의 방어망을 구축하기 위해 파견되었고, 퀘벡이 무너졌을 때도 참석하지 못했다. 레비는 몽칼름이 아브라함 평원 전투에서 사망한 후 북미에서 프랑스를 총괄하는 총사령관으로 임명되었다. 몬트리올에서 겨울을 보낸 후, 레비는 군대를 모아서 1760년 퀘벡을 탈환하기 위한 이듬해 봄 공격을 위해 그들을 훈련시켰다. 얼음이 녹기시작 할 무렵 하류로 나가기 시작한 레비는 생트푸아 전투에서 제임스 머리의 군대를 마주쳤다. 그곳에서 레비의 군대는 캐나다 땅에서 벌어졌던 가장 치열한 혈전을 치르고 전투에서 승리했다. 이 전투의 패전으로 머리는 퀘벡 성벽 뒤로 후퇴할 수밖에 없었다. 포병과 공성 장비의 부족으로 퀘벡 요새를 공격하기 어려웠기 때문에, 레비는 시간을 끌며 유럽에서 오는 증원군을 기다렸다. 영국 대대가 도착하여 지원선을 파괴하자, 레비는 몬트리올로 퇴각할 수밖에 없었고, 그곳에서 보드레이유는 결국 누벨프랑스를 애머스트 군에게 양도하고, 항복했다. 애머스트 군은 그 해 여름 9월 초에 세인트 로렌스 강을 내려와 전진해 있었다. 전통적 ‘전쟁의 명예’를 포함하지 않은 항복의 조건에 불만을 품은 레비는 연대 깃발을 영국인들에게 넘겨주기보다는 불태우기로 결정했다.
이 기간 동안의 그의 여러 편지는 이후 보쉬멩(Beauchemin)에 의해 수집되어 1889년 출판되었다. 이 기간 동안 그에게 보내진 편지는 라발 대학교 교수였던 아베 카스그랭(Abbe Casgrain)이 1895년 출판했다. 카스그랭은 이미 1891년에도 《캐나다의 프랑스인들 : 몽칼름과 레비》(Les français au Canada : Montcalm et Lévis)라는 서적을 출판한 적이 있었다.

## 은퇴
레비는 가석방 후에 프랑스로 돌아왔고, 윌리엄 피트는 유럽에서 복무를 위해 그를 석방했다. 그는 1762년 독일 방면 작전에 복무했으며, 〈1763년 파리 조약〉으로 전쟁이 끝나자 현역 복무를 끝내고 은퇴했다. 그는 1765년 아르투아 총독으로 임명되었다. 1783년 프랑스 육군 원수로 승진했으며, 1784년 상속이 가능한 레비 공작이 되었다.
그는 프랑스 아라스에서 1787년에 사망했고, 프랑스 혁명 당시 영국으로 탈출한 그의 아들 피에르-마르크-가스통이 레비 공작을 계승했다. 그의 과부와 세 딸은 프랑스 혁명 기간 동안 단두대로 보내졌다.
그는 퀘벡 시의 강 건너편 퀘벡주 레비에 자신의 이름을 남겼다.

## 전기
- Carillon 1758, Osprey Publishing
- Quebec 1759, Osprey Publishing